# Первенство СССР между командами союзных республик по шахматам 1975
13-е первенство СССР между командами союзных республик по шахматам прошло с 15 по 27 июля 1975 года в Риге в рамках программы 6-й Спартакиады народов СССР. Состав команды: 9 мужчин (1 запасной), 2 женщины (юноши и девушки в зачёт спартакиады не включались в связи с проведением Всесоюзных игр молодёжи).

## 1-й финал
- 1. РСФСР (Б. Спасский, Л. Полугаевский, Е. Геллер, Н. Крогиус, Р. Холмов, А. Суэтин, Е. Свешников, В. Цешковский — запасной, В. Козловская, А. Кислова) — 30 очков из 45;
- 2. УССР (А. Белявский, Г. Кузьмин, В. Савон, В. Тукмаков, О. Романишин, Л. Альбурт, А. Михальчишин, М. Подгаец — запасной, М. Литинская, Л. Семёнова) — 23½;
- 3. Ленинград (А. Карпов, В. Корчной, С. Фурман, М. Цейтлин, А. Лукин, В. Файбисович, В. Воротников, М. Тайманов — запасной, И. Левитина, Л. Кристол) — 22½;
- 4. Грузинская ССР — 20½;
- 5. Москва — 20;
- 6. Латвийская ССР — 18½.

## 2-й финал
- 7. Узбекская ССР — 29½ очков из 45;
- 8. БССР — 26½;
- 9. Эстонская ССР — 25;
- 10. Литовская ССР — 18½;
- 11. Азербайджанская ССР — 18½;
- 12. Молдавская ССР — 17.

## 3-й финал
- 13. Казахская ССР — 23 очка из 36;
- 14. Армянская ССР— 20;
- 15. Киргизская ССР — 17½;
- 16. Туркменская ССР — 16½;
- 17. Таджикская ССР — 13.

Лучшие индивидуальные результаты: 1-я мужская доска — А. Карпов (Ленинград) — 5½ из 7; 1-я женская доска — Н. Гаприндашвили (Грузинская ССР) — 8 из 9.